# Добржинский, Евгений Наркисович
Евгений Наркисович Добржинский (21 января (2 февраля) 1864 — 6 января 1938) — российский библиотековед, библиограф, педагог. Пропагандист Универсальной десятичной классификации (УДК).

## Биография
Родился 21 января (2 февраля) 1864 года в Бессарабии, в Хотине, где служил его отец, чиновник военного ведомства, происходящий из обедневшего польского дворянского рода Элита-Добржинских. Последние годы жизни отец тяжело болел и умер, когда Евгению было 11 лет. Ещё через четыре года умерла мать. Трое их детей (Евгений, его сестра и младший брат) остались практически без средств существования.
В пятнадцатилетнем возрасте Добржинский окончил Хотинское уездное училище и, отказавшись от помощи родных, поступил в 4-й класс Каменец-Подольской гимназии, зарабатывая на жильё и еду уроками. Будучи в 6-м классе, вошёл в местный кружок самообразования, организованный бывшим студентом Московсковского университета Омировым. В августе 1881 принял участие в ученических беспорядках.
При поддержке знакомого своей семьи П. П. Долинского поступил в 6-й класс Варшавской первой гимназии; по окончании её в 1885 году — на физико-математический факультет Варшавского университета; окончил его в 1890.
Пробыл несколько месяцев в интеллигентской земледельческой колонии, организованной в Нальчике тем же П. Долинским. Вернувшись в Варшаву, поступил в 1891 в библиотеку Варшавского университета. В 1898 перешёл библиотекарем в Варшавский политехнический институт.
Выехал в Харьков, потом переехал в Петербург, куда с 1 июля 1906 приглашён библиотекарем в Политехнический институт.
В 1919—1920 по приглашению Саратовского университета занимался переустройством его библиотеки по десятичной системе. Затем вернулся на старую должность в Петроград.
3 мая 1926 года научной общественностью был отпразднован 35-летний юбилей библиотечной работы Е. Н. Добржинского.